# 1897 en el cinema
Aquest article és una llista d'esdeveniments sobre el cinema que es van produir durant el 1897.

## Esdeveniments
- 28 de gener – Les primeres pel·lícules veneçolanes es mostren al Teatre Baralt a Maracaibo, dos curts d'actualitat de caràcter local, Un célebre especialista sacando muelas en el gran Hotel Europa i Muchachos bañándose en la laguna de Maracaibo.[1]
- 4 de maig – Durant una projecció de pel·lícules al Bazar de la Charité de París, una cortina s'encén des de l'èter utilitzat per alimentar la làmpada del projector. El foc es propaga i esdevé catastròfic, provocant finalment 126 morts.[2]
- 20 de juny – Fou gravada la processó del Jubileu de Diamants de la Reina Victòria.[3]
- L'American Vitagraph Company fou fundada per J. Stuart Blackton i Albert E. Smith a Brooklyn.
- L'empresa Mitchell & Kenyon participa en una associació de producció de pel·lícules a Blackburn al nord d'Anglaterra.[4]
- Enoch J. Rector desenvolupa el format de pel·lícula de 63 mm anomenat Veriscope, el qual va ser gravat The Corbett-Fitzsimmons Fight el 17 de març.
- Thomas Henry Blair desenvolupa el format de pel·lícula de 48 mm anomenat Viventoscope.

## Pel·lícules
- After The Ball, dirigida per Georges Méliès. Primera pel·lícula en crear la il·lusió de la nuesa femenina a través d'un vestit dissenyat amb aspecte de pell.
- Baignade dans le torrent, dirigida per Alice Guy-Blaché.
- La Bandera Argentina, es va creure durant molt de temps que va ser la primera pel·lícula argentina. Ara considerada perduda.
- Between Calais and Dover dirigida per Georges Méliès. Una travessia marítima fictícia.
- The Bewitched Inn (L'Auberge Ensorcelee), dirigida per Georges Méliès.
- Buffalo Police on Parade, produïda per Edison Studios.
- The Cabinet of Mephistopheles (també anomenada The Laboratory of Mephistopheles), dirigida per George Melies.[5]
- Chicago Police Parade, dirigida per Louis Lumière.
- The Corbett-Fitzsimmons Fight, un documental dirigit per Enoch J. Rector. La primera pel·lícula gravada en pantalla panoràmica. Amb una hora i 40 minuts, és el primer llargmetratge conegut.
- Cupid and Psyche, produït per Edison Studios.
- An Hallucinated Alchemist, dirigida per Georges Méliès. Pot ser la primera pel·lícula que ofereix animació stop motion al cinema.
- Faust and Marguerite, dirigida per George Melies.[6]
- The Haunted Castle, dirigida per George Albert Smith (britànic).[6]
- The Haverstraw Tunnel
- Horses Loading for Klondike, dirigida per James H. White.
- The Hypnotist at Work dirigida per Georges Méliès[5]
- Kørsel med Grønlandske Hunde, dirigida per Peter Elfelt; la primera seqüència de pel·lícula danesa mai filmada.
- The Last Cartridges dirigida per Georges Méliès. Una escena bèl·lica dramatitzada.
- Leander Sisters, produïda per Edison Studios.
- Leaving Jerusalem by Railway, dirigida per Alexandre Promio i alliberada pels germans Lumière. Pot incloure la primera càmera en moviment filmada al cinema.
- Lurline Baths, produïda per Edison Studios.
- Making Sausages, dirigida per George Albert Smith.
- The Milker's Mishap, dirigida per James H. White; es desconeix si aquesta pel·lícula ha sobreviscut o no.
- New Pillow Fight, produïda per Siegmund Lubin.
- Niagara Falls, dirigida per Louis Lumière.
- Old Man Drinking a Glass of Beer, dirigida per George Albert Smith.
- On the Roofs, dirigida per Georges Méliès.
- Peeping Tom, una producció d'American Mutoscope Company. Una comèdia.
- Sea Fighting in Greece dirigida per Georges Méliès. Una escena de guerra naval dramatitzada.
- Seminary Girls, dirigida per James H. White.
- Spanish Bullfight, dirigida per Louis Lumière
- The Surrender of Tournavos dirigida per Georges Méliès. Una escena bèl·lica dramatitzada.
- Sutro Baths, No. 1, produïda per Edison Studios.
- The X-Rays, dirigida per George Albert Smith. Citat com un dels primers exemples d'efectes especials de jump cut.
- Salida de la misa de doce de la Iglesia del Pilar de Zaragoza un curt mut d'Eduardo Jimeno, un pioner del cinema espanyol. Probablement la primera pel·lícula feta a Espanya per un espanyol.
- A Twentieth Century Surgeon, dirigida per George Melies.

## Naixements
- 3 de gener 
  - Marion Davies, actriu estatunidenca (morta el 1961)
  - Pola Negri, actriu estatunidenca d'origen polonès (morta el 1987)
- 10 de gener – Lya De Putti, actriu hongaresa (morta el 1931)
- 30 de gener – Mary Ellis, actriu i cantant estatunidenca (morta el 2003)
- 10 de febrer – Judith Anderson, actriu australiana (morta el 1992)
- 12 de febrer – Vola Vale, actriu estatunidenca (morta el 1970)
- 19 de febrer – Alma Rubens, actriu estatunidenca (morta el 1931)
- 16 de març – Conrad Nagel, actor estatunidenc (mort el 1970)
- 19 de març – Betty Compson, actriu estatunidenca (morta el 1974)
- 18 de maig – Frank Capra, director italoamericà (mort el 1991)
- 16 de juny – Elaine Hammerstein, actriu estatunidenca (morta el 1948)
- 19 de juny – Moe Howard, actor i comediant estatunidenc (mort el 1975)
- 23 de juny – Alexandru Giugaru, actor romanès (mort el 1986)
- 10 de juliol – John Gilbert, actor estatunidenc (mort el 1936)
- 31 d'agost – Fredric March, actor estatunidenc (mort el 1975)
- 6 d'octubre – Francine Mussey, actriu francesa (morta el 1933)
- 28 d'octubre – Edith Head, sastressa estatunidenca (morta el 1981)
- 3 de setembre – Cecil Parker (Schwabe), actor anglès (mort el 1971)
- 23 de setembre – Walter Pidgeon, actor estatunidenc (mort el 1984)
- 13 de novembre – Gertrude Olmstead, actriu estatunidenca (morta el 1975)
- 25 de novembre – Ruth Etting, actriu i cantant estatunidenca (morta el 1978)

## Debut
- Marshall P. Wilder